# Le Mesnil-Eudes
Le Mesnil-Eudes är en kommun i departementet Calvados i regionen Normandie i norra Frankrike. Kommunen ligger i kantonen Lisieux 3e Canton som ligger i arrondissementet Lisieux. År 2022 hade Le Mesnil-Eudes 250 invånare.

## Befolkningsutveckling
Antalet invånare i kommunen Le Mesnil-Eudes
Referens:INSEE